# Krunkel
Krunkel là một xã thuộc huyện Altenkirchen, trong bang Rheinland-Pfalz, phía tây nước Đức. Xã Krunkel có diện tích 2,81 km², dân số thời điểm ngày 31 tháng 12 năm 2006 là 687 người.